# Manjacaze
Manjacaze és un municipi de Moçambic, situat a la província de Gaza. En 2007 comptava amb una població de 10.317 habitants. És la capital del districte de Manjacaze i està connectat al port de Xai-Xai pel ferrocarril de Gaza.

## Història
Capital de l'Estat de Gaza va ser fundat per Soshangane (també conegut com a Manicusse, 1821-1858) com a resultat del Mfecane, un gran conflicte desencadenat entre els zulus a conseqüència de l'assassinat de Shaka en 1828, que va culminar amb la invasió de grans àrees d'Àfrica Austral per exèrcits Nguni. L'imperi de Gaza, en el seu apogeu, abastava tota l'àrea costanera entre els rius Zambezi i Maputo.
El primer president del Consell Municipal de Manjacaze fou Casimiro João Mondlane, elegit en 1998, reelegit en 2003 i succeït per Maria Helena Langa, elegida pel càrrec en 2008. Els dos presidents representaven al Frelimo.

## Notables habitants
- Paulina Chiziane, escriptora
- Eduardo Mondlane, President del FRELIMO, 1962-1969
- Gabriel Estavao Monjane, l'home més alt d'Àfrica (llista dels homes més alts del món)
- Paulo Mandlate, bisbe de Tete.